# Voo Emirates 521
Voo Emirates 521 é a identificação da rota aérea de passageiros internacional entre Trivandrum, na Índia, e Dubai, nos Emirados Árabes Unidos, operado pela Emirates Airlines usando um Boeing 777-300. No dia 3 de Agosto de 2016, a aeronave que transportava 282 passageiros e 18 tripulantes caiu durante o pouso no Aeroporto Internacional de Dubai, às 12h45 hora local.
Todas as 300 pessoas a bordo sobreviveram ao acidente e foram rapidamente evacuados da aeronave. Foram relatados treze pessoas feridas; dez dos feridos foram levados para um hospital local, enquanto os três restantes receberam atendimento no aeroporto. Um bombeiro morreu durante a operação de resgate. Este acidente foi a primeira da Emirates em que houve perda total da aeronave.

## Aeronave
A aeronave envolvida era um Boeing 777-300, matricula A6-EMW, número de série 434, teve o seu voo inaugural em 7 de março de 2003 e foi entregue à Emirates em 28 de março de 2003. O avião era equipado com dois motores Rolls-Royce Trent 892.

## Tripulação e passageiros
Havia na aeronave um total de 282 passageiros e 18 tripulantes. O comandante era nativo de Dubai e o co-piloto era australiano. Os passageiros foram criticados por darem prioridade à bagagem, ao invés do desembarque emergencial.

## Acidente
Em 3 de Agosto de 2016, o voo 521 decolou do Aeroporto Internacional de Trivandrum às 10:34 IST (05:04 UTC), com 29 minutos de atraso. Foi programado para pousar no Aeroporto Internacional de Dubai às 12:24 GST (08:24 UTC).
A aproximação para pouso ocorreu de forma normal de acordo com o controle de tráfego aéreo (ATC), não havendo nenhuma emergência declarada de acordo com as gravações. A tripulação informou que iriam executar uma arremetida, na qual a torre os instruiu para subir a 4.000 pés, o que foi confirmado pela tripulação. Tesouras de vento e uma temperatura ambiente de 48 °C (118 °F) foram reportados. Relatos de testemunhas sugerem que o recolhimento do trem de pouso durante uma tentativa de arremetida falharam.
O incidente ocorreu às 12:44 (04:44 UTC). Uma filmagem foi feita mostrando a aeronave derrapar ao longo da pista 12L, após a colisão da aeronave com a pista. Todos os 300 passageiros e tripulantes foram evacuados com segurança. Foi reportado um grande incêndio e grandes quantidades de fumaça preta sobre a pista. O aeroporto foi fechado durante e após o acidente, o que resultou em grandes desvios de voos que pousariam no aeroporto.
Fotografias da aeronave após o acidente sugerem que o trem de pouso pode ter entrado em colapso durante o pouso. Não foi confirmado se o trem de pouso foi recolhido durante uma tentativa de arremetida. Momentos antes do pouso, os passageiros foram informados pelo piloto de que havia um problema com o trem de pouso. Grandes explosões foram observados ao longo do incêndio pós-evacuação. A aeronave foi completamente destruída pelo fogo. Uma das explosões resultou na morte de um bombeiro, um residente de Ras al-Khaimah chamado Jasim Issa Mohammed Hasan.

## Investigação
A General Civil Aviation Authority (GCAA) é responsável pela investigação de acidentes aéreos nos Emirados Árabes Unidos, na qual abriu uma investigação sobre o acidente. De acordo com a GCAA, a investigação vai levar de três a cinco meses para ser concluído e será acompanhado pela Emirates, Boeing e Rolls-Royce. Além disso, o NTSB enviou uma equipe de cinco pessoas para se juntar aos outros investigadores. No dia 4 de Agosto de 2016, as caixas negras foram recuperadas. Um relatório preliminar do acidente foi publicado em Setembro de 2016. Em Novembro de 2016 a GCAA informou que a investigação completa continuaria até 2019 .O GCAA emitiu uma declaração provisória em agosto 2017. Em 6 de fevereiro de 2020, saiu o relatório final do acidente:
"A tripulação de vôo não efetivamente digitalizou e monitorou os principais parâmetros da instrumentação de vôo durante o pouso e a tentativa de contornar. A tripulação de vôo não sabia que o acelerador automático (A/T) não havia respondido ao mover as alavancas de impulso do motor para a posição TO/GA depois que o comandante empurrou o TO/GA no início do procedimento de aproximação e perda de aproximação."